# Jungferntal
Jungferntal ist ein Stadtteil im Dortmunder Westen und gehört zum Stadtbezirk Huckarde.
1956 wurde mit der Siedlung Jungferntal, genannt „Gartenstadt Jungferntal“, direkt am Rahmer Wald gelegen,  eines der größten Siedlungsprojekte nach dem Zweiten Weltkrieg im Raum Dortmund realisiert.
Jungferntal ist mit 5557 Einwohnern wesentlich größer als der benachbarte Ortsteil Rahm, mit dem es wegen der Nähe oft zusammengefasst wird.

## Bevölkerung
Der Stadtteil Jungferntal gehört zum statistischen Bezirk Jungferntal-Rahm.
Bevölkerungsstruktur im statistischen Unterbezirk Jungferntal (2018):
- Bevölkerungsanteil der unter 18-Jährigen: 17,8 % [Dortmunder Durchschnitt: 16,2 % (2018)][1]
- Bevölkerungsanteil der mindestens 65-Jährigen: 21,5 % [Dortmunder Durchschnitt: 20,2 % (2018)][2]
- Ausländeranteil: 14,3 % [Dortmunder Durchschnitt: 18,2 % (2018)][3]
- Arbeitslosenquote: 10,6 % [Dortmunder Durchschnitt: 9,8 % (2018)][4]

Das durchschnittliche Einkommen liegt etwa 15 % unter dem Dortmunder Durchschnitt.

### Bevölkerungsentwicklung
| Jahr      | 2003 | 2008 | 2013 | 2018 |
| --------- | ---- | ---- | ---- | ---- |
| Einwohner | 5532 | 5391 | 5199 | 5557 |